# Winnebachseehütte
Winnebachseehütte – niewielkie schronisko górskie w Stubaier Alpen, położone na wysokości 2361 m n.p.m. w pobliżu miejsca rozgałęziania się doliny potoku Winnebach stanowiącej boczną odnogę doliny Sulztal.
- Adres: Winnebachseehütte, Gries im Sulztal, A - 6444 Langnfield, Austria.

Schronisko stanowi własność Deutscher Alpenverein (DAV).
Schronisko otwarte jest w okresie letnim (od czerwca do początku października). Zapewnia zakwaterowanie oraz całodzienne wyżywienie. Posiada 8 łóżek w pokojach oraz 27 miejsc w tzw. lagerze na strychu (wymagany śpiwór lub poszwa). Schronisko jest znane ze wspaniałej, górskiej atmosfery.

## Turystyka
Schronisko jest łatwo dostępne z miejscowości Gries im Sulztal (ok. 1500 m n.p.m.). Miejscowość ta stanowi przysiółek leżącej w dolinie Ötztal dużej wioski Längenfeld, z której można dojechać krętą, asfaltową szosą z wieloma serpentynami. Od parkingu w Gries początkowo drogą jezdną w górę do pensjonatu Winnenbach, 1691 m, po czym wąską ścieżką biegnącą dnem doliny po jej orograficznie prawej stronie w górę do schroniska. Samochód zaparkować można również w pobliżu pensjonatu Winnenbach na parkingu schroniskowym. Czas podejścia od parkingu w Gries do schroniska: 2:40 h, od górnego parkingu do schroniska: 2:15 h.
Schronisko zapewnia zakwaterowanie oraz całodzienne wyżywienie. Transport zaopatrzenia do schroniska odbywa się techniczną kolejką linową. Kolejka używana jest również do transportu plecaków (odpłatnie).
W pobliżu schroniska, nieco poniżej niego, na wysokości 2215 m znajduje się niewielkie jezioro zwane Winnenbachsee.
Schronisko stanowi punkt wyjścia na szereg otaczających go szczytów:
- Breiter Grieskogel, 3287 m, przejście przez przełęcz Zwieselbachjoch (2868 m), po czym w lewo, w kierunku zachodnim, po śniegu i lodzie lodowcem Greisferner, posiadającym szczeliny oraz bardziej strome fragmenty (nachylenie do 40°) na wierzchołek; droga dla bardzo wprawnych turystów wysokogórskich, F+/PD-; wymagany sprzęt: czekan, raki, lina; czas wejścia: 4 h.
- Hoher Seeblastkogel, 3235 m, przejście pod Grüne Tatzen; droga eksponowana; czas wejścia: 4 h.
- Larstigspitze, 3172 m, przejście przez przełęcz Zwieselbachjoch (2868 m), po czym wspinaczka skalną pd.-wsch. granią na wierzchołek, droga wspinaczkowa; wymagany sprzęt: lina, pętle, karabinki; czas wejścia: 4 h.
- Gänsekragen, 2914 m, droga turystyczna; czas wejścia: 2 h.

Przejścia do sąsiednich dolin:
- Do doliny Zwieselbachtal i położonego w niej schroniska Gubener Hütte: droga Gubener Weg dla wprawnych turystów wysokogórskich, biegnąca przez przełęcz Zwieselbachjoch (2868 m) i dalej częściowo po lodowcu; wymagany sprzęt: lina, czekan, raki, ew. kijki narciarskie, choć jego użycie nie zawsze jest konieczne; czas przejścia: 5 h.
- Do doliny Lüsenstal i położonego w niej schroniska Westfalenhaus: przez przełęcz Winnenbachjoch, 2782 m; ścieżka turystyczna, czas przejścia: 4 h.

## Historia
Schronisko wybudowane zostało w 1901 roku przez sekcje Deutscher Alpenverein (DAV) we Frankfurcie nad Odrą. Pod koniec II Wojny Światowej i zaraz po wojnie schronisko było nieczynne. Uległo wówczas częściowej dewastacji. W 1955 roku schronisko przejęła i uruchomiła sekcja DAV mieszcząca się w mieście Hof. Remonty i prace renowacyjne w schronisku przeprowadzano w latach 1960, 1983, 1986.

## Mapy
- Kompass Wanderkarte Nr. 36 Innsbruck Brenner, skala 1:50000.
- Kompass Wanderkarte Nr. 83 Stubaier Alpen, skala 1:50000.
- AV Karte, Nr. 31/2 Stubaier Alpen/Sellrain, skala 1:25000.

## Literatura
- Klier W.: AVF alpin Stubaier Alpen, Bergverlag Rother, Ottobrunn.
- Klier H., Klier W.: Rother Wanderführer Ötztal, Bergverlag Rother GmbH, (2007).
- Oficjalna witryna WWW schroniska: http://www.winnebachseehuette.com/
- http://www.summitpost.org/breiter-grieskogel/336411